# Вестник новой литературы
Ве́стник но́вой литерату́ры — российский литературный журнал. Первое независимое периодическое издание, возникшее в начале «перестройки». С 1989 по 1995 вышло 8 номеров. В 1992 был награждён Малой Букеровской премией как «лучший независимый журнал года». В 1994 получил грант от Фонда «Открытое общество». Ориентированный на инновационную литературу журнал также продолжал традицию подпольных самиздатских журналов. Редактировался и издавался Михаилом Бергом и Михаилом Шейнкером. В редколлегию журнала входили В. Ерофеев, В. Кривулин, Е. Попов, Д. А. Пригов, А. Сидоров, А. Степанов, Е. Шварц.
Под «новой» понималась литература, которая продолжает новаторские тенденции русской литературы, а кроме того опирается на современный и исторический западный авангард. В редакционном предуведомлении к одному из номеров говорится о том, что новая литература невозможна без создания нового художественного языка, который отражает изменения, произошедшие с человеком и культурой в послевоенное время.
Среди постоянных авторов — наиболее известные представители ленинградской «второй культуры» разных поколений и московского концептуализма и их предшественников (наиболее часто — поэты «лианозовской школы») Для многих авторов это были если не первые, то одни из первых публикаций. А для читателя — знакомство с некогда подпольной литературой и её первыми шагами в «перестроечной культуре».

## Номера

### Первый
Первый номер, увидевший свет в 1990 году, на уходящей волне читательского ажиотажа от бесцензурных публикаций в толстых журналах, вышел тиражом в 50 тыс. экз. Открывают номер «Предисловие к первому выпуску» и «Обращение к деятелям культуры». Содержание: роман Ф. Эрскина «Рос и я», поэма Д. Пригова «Махроть всея Руси», «Стихи из Кировского района» В. Кривулина, рассказы «Ладья темных странствий» Б. Кудрякова и «Восхождение» Е. Попова. Среди критических и публицистических материалов: статьи А. Степанова «Куда мы, может быть, идем?» и И. Северина «Новая литература 70-80-х», И. Кавелина «Имя несвободы» и А. Черкассова «Либералы и радикалы», а также «Суриков. Пути России» В. Иофе. В разделе «Религия и философия» было помещено интервью с К. Ивановым. Популярной стала и публикация воспоминаний «Записки попа» о. Василия. Обложку для номера создали братья Ю. Дышленко и Б. Дышленко.

### Второй
Второй номер, вышедший в 1990 году тиражом в 40 тыс. экз. начинается с обращения «От редакции», в котором говорится о выдвижении нового героя каждой эпохой и утверждается, что эпоха, переживаемая Россией и именуемая «либерализмом, переживающим климакс», выдвинула в качестве героя «открывателя открытых истин и неофита безнадежно устаревших идей». Что представляется неизбежным при переходе от «опороченной системы ценностей к несуществующей» и чреватой припадками имперского эгоизма и национализма.
Номер открывается романом В. Кривулина «Шмон», «Исторической шкатулкой» Е. Шварц, рассказами «Художник» П. Кожевникова, «Роман» В. Ерофеева, «Сельская жизнь» Ю. Мамлеева, стихами Вс. Некрасова и И. Бурихина. Среди публикаций номера воспоминания М. Волошиной «Зеленая Змея. История одной жизни» (в пер. с нем. М. Н. Жемчужниковой), статьи Д. Пригова «Где наши руки, в которых находится наше будущее?», В. Голлербаха «Две параллели», А. Черкассова «Либеральные реформы в России». В разделе «Критика» — М. Рекшин «Со дна исторической шкатулки», В. Иофе «Благая весь лесов», О. Седакова «Музыка глухого времени» и Вл. Инов «О Высоцком, Бродском, Блоке, Белом и цыганском романсе». Завершается номер новой рубрикой «Почта Вестника» (с отрывками из писем читателей). Среди объявлений — иностранные представители за рубежом: Т. Горичева во Франции и И. Бурихин в Германии.

### Третий
Третий номер в 1991 году (тираж 20 тыс. экз.) выходит с обложкой, близкой к типовой (типовая появится со следующего номера и в дальнейшем будет только менять цвет). Содержание номера составили повесть Л. Богданова «Проблески мысли и ещё что-то», рассказы «Духовка» Е.Харитонова, «Кромка» Б. Дышленко, «Дорожное происшествие» В. Сорокина, стихи С. Стратановского, Л. Рубинштейна, А. Шельваха, О. Юрьева. Среди публикаций — первые главы романа В. Набокова «Ада» с предисловием переводчиков, скрытых за псевдонимом КМХ, «Из последних листьев» В. В. Розанова (вступительная статья и публикация Г. Морева), а также публикация В. Эрля «„Стихи“ Л. Аронзона». В разделе «Литературная критика» — В. Эрль «Несколько слов о Леониде Аронзоне», Т. Горичева «Сиротство в русской культуре». И. Кавелин «„Новый мир“ и другие». В разделе "Публицистика — первая часть статьи С. Шелина «Семь верст до небес». Завершается номер интервью с М. Бергом «„Вторая культура“: прошлое и настоящее». На последней странице обложки — первые книги "Издательства Ассоциации «Новая литература»: Е. Шварц «Стихи», Б. Кудряков «Рюмка свинца», Л. Гинзбург «Претворение опыта» (продолжение «Записок блокадного человека» и «Записи разных лет»), В. Тихомиров «Золото на ветру» (из серии «Проза Митьков» с илл. А. Флоренского и предисловием В. Шинкарева).

### Четвёртый
Четвёртый номер (тираж 5 тыс. экз.) вышел в 1992 году. Номер начинается обращением «От редакции», более похожим на программное заявление, в котором цели журнала сформулированы афористично: «ВНЛ — это журнал неофициальной литературы в той степени, в какой она является новой». Содержание: повесть «Приближаясь и становясь все меньше и меньше» С. Коровина, рассказ «Мутант» Э. Лимонова, рассказы из книги «По пути в Рим» Н. Климонтовича, эссе «Солженицын, или Голос из подполья» И. Яркевича, рассказ «Дебют» С. Юрьенена, эссе «Русская щель» В. Ерофеева и «Чародеи со скрипками» Л. Гиршовича. В разделе публикации — продолжение романа В. Набокова «Ада» и «Четыре описания» A. Введенского (вступительная статья М. Мейлаха). В разделе «Критика»: статьи «Белый свет над Черной речкой» В. Кривулина, «Нужен ли мат русской прозе?» В. Линецкого, «Ресницы Антиноя» Е. Рабинович, «Козлиная песнь …надцатилетних» А. Скидана. В разделе «История, культура, публицистика» А. Формозов, из книги «Человек и наука», Л. Люкс «Владимир Печерин (1807—1885) и русская ностальгия по Западу», И. Кавелин «Истоки русского пессимизма (по страницам последних публикаций)», В. Иофе «Воды жизни», Н. С. «Протестующее благочестие».

### Пятый
Пятый номер открывается дипломом Малой премии Букера, присужденной ВНЛ в 1992 году. Тираж 5 тыс. экз. На обороте рассказ о самой Букеровской премии. Содержание начинается с первой части романа «Момемуры» Зигмунда Ханселка и Ивора Северина (М. Берг указан как переводчик с англ. и автор примечаний), также в разделе «Проза» повесть В. Холоденко «Книга моих преступлений», рассказы И. Макарова «Адмирал Макаров», Е. Харитонова «Слезы на цветах», И. Померанцева «Граф Рымнинский» и А. Бычкова «Билет в Н.». Далее «Стихи последних лет» Е. Шварц, М. Айзенберга «Что нам дано…», Д. Болотова. В разделе «Публикации»: В. Кулаков «Е. Кропивницкий: „Я — поэт окраины“» и стихи Е. Кропивницкого, П.Улитин «Фотография пулеметчика» (подготовка текста З. Зиника и его же послесловие «Приветствую ваш неуспех» (памяти Павла Улитина). В разделе «Физиологический очерк» — «Занимательная ветеринария» Н. Волковой. В разделе «Критика, эссеистика»: Н. Климонтович «Уединенное слово», В. Линецкий «Об искренности в литературе», Е. Шварц «Реквием по теплому человеку, или Маяковский как богослов», И. Яркевич «Литература, эстетика, свобода и другие интересные вещи», В. Ронкин «Сказка о царе Салтане». В разделе «Публицистика» статья Л. Люкса «Образы России в Польше и Германии».

### Шестой
Шестой номер выходит в 1993 году (тираж 5 тыс. экз.). В разделе «Проза» продолжается публикация романа «Момемуры» (З. Ханселк и И. Северин), а также повесть Николая Исаева «Теория катастроф», «Прогулки при полой луне (шесть рассказов из книги)» О. Юрьева, «Стихи из двух книг» Д. Пригова, "Стихи лета 1993 " В. Кривулина, «Стихи» С. Петрова. В разделе «Публикации» продолжение романа В. Набокова «Ада» и «Ян Сатуновский: „Я — не поэт“» В. Кулакова, а также стихи Я. Сатуновского. В разделе «Статьи, эссе» Е. Рабинович «Вергилиев жребий», В. Линецкий «Постмодернизму вопреки», О. Дарк «Из заметок натурала», И. Шамир «Русская израильская литература», Н. Волкова «Зеленая страна».

### Седьмой
Седьмой номер выходит в 1994 году тиражом в 2 тыс. экз. Содержание: З. Ханселк и И. Северин продолжение романа «Момемуры», О. Охапкин «Неоклассические стансы начала 70-х», Б. Кудряков «Друг детства», Л. Рубинштейн «Меланхолический альбом», С. Васильева «Дневник неизвестной», С. Рыженков «Из цикла „Речи бормочущего“», Н. Брод «Наум Брод». В разделе «Публикации»: «М. Соковнин Суповый набор» (публ. и пред. В. Кулакова), Ш. Агнон «Во цвете лет» (пер. и прим. И. Шамира). В разделе «Критика, эссеистика»: В. Курицын «Недержание имиджа», В. Линецкий «Набоков и Горький», М. Кононов «Отречение», В. Кривулин «Литературные портреты в эссеистике И. Бродского». Завершается номер беседой с А. Генисом «Границы в современной литературе».

### Восьмой
Восьмой номер выходит в 1995 году (хотя в выходных данных стоит 1994 год) тиражом в 2 тыс. экз. В номере завершается публикация романа «Момемуры» З. Ханселка и И. Северина, в разделе «Проза, поэзия» также «Две поэмы» Е. Шварц, рассказ «Приближение в хороводе» Н. Климонтовича, рассказ М. Фагерхольм «Шам» (пер. со швед.), «Стихи» В. Шубинского, главы из романа «Прайс» Л. Гиршовича. В разделе «Публикации»: «Из „Рассказа о В. Филиппове“» А. Л. Майзель и публикация материалов фестиваля русскоязычной и немецкоязычной поэзии «Тут и там». В разделе «Литература и эмиграция»: интервью с З. Зиником. В разделе «Статьи, эссе, рецензии»: А. Курбановский «Рождение жидких тревог». Е. Шварц «Слепая пчела», М. Кононов "Грех и покаяние Юкки Маллинена, В. Кривулин «Шам в Борее»,  М. Натальин «Благоговейное разрушение». М. Шейнкер «А. Эппель „Травяная улица“», О. Бешенковская «Рыцари духа».
На последней странице обложки перечислены все книги "Издательства Ассоциации «Новая литература»: Елена Шварц «Стихи» (1990), Борис Кудряков «Рюмка свинца» (1990), Лидия Гинзбург «Претворение опыта» (1991), Виктор Тихомиров «Золото на ветру» (1991), Михаил Берг «Между строк, или читая мемории, а может просто Василий Васильевич», «Вечный жид», «Рос и я» (1991), Владимир Войнович «Жизнь и необычайные приключения солдата Ивана Чонкина». Аркадий Аверченко «Дюжина ножей в спину революции» (1991), Василий Аксенов «Скажи, изюм» (1992), Г-К. Честертон «Перелетный кабак» «Возвращение Дон-Кихота» (1992), Поль Клодель «Стихи» (1992), Эзра Паунд «Стихи» (1992), Леонид Гиршович «Обменённые головы» (1992), «Незамеченная земля»: Литературный альманах (1992), «Наталия Николаевна Пушкина в портретах и отзывах современников» (1993), Габриэль Макед «Избранные вариации» (1993), Сергей Фомичев «Графика Пушкина» (1993), Сергей Стратановский «Стихи» (1993).

## Завершение проекта
«Вестник новой литературы» и возникшее при нём издательство (директор М. Шейнкер) просуществовали (если считать с начала подготовки первого номера) 7 лет: с 1988 по 1995 годы. У завершения проекта были экономические, культурные и психологические причины.
Издание, пытавшееся стать наиболее репрезентативным представителем «неофициальной культуры», на самом деле не выдержало журнального цикла и постепенно превратилось в альманах, позиционирующее себя как журнал. Что не прибавило ему популярности среди широкого читателя, но не уменьшило его авторитет среди ценителей инновационного искусства и специалистов по «нонконформистской культуре». Культуре, которая, однако, в новых политических и экономических условиях быстро теряла свое единство и разделялась не на московскую или ленинградскую, не на запрещенную или разрешенную, и даже не на инновационную и традиционную, а на добившуюся всероссийского и международного успеха и не добившуюся его.
Если в первых номерах читатель знакомился с новыми для себя именами, то впоследствии многие из авторов ВНЛ, прежде всего, московские концептуалисты, стали звездами первой величины. Журнал замышлялся как попытка сохранить социокультурное единство «неофициальной культуры», но в условиях социального расслоения и свободы печати это единство не удалось сохранить. Некоторые имена встречались из номера в номер: В. Кривулин, Д. А. Пригов, Е. Шварц, Вл. Кулаков, В. Иофе, В. Линецкий и др. ВНЛ своим существованием проверял, насколько подобное издание способно быть самоокупаемым в той культурной и экономической ситуации, в которой журнал оказался вместе со своими читателями. При журнале возникло издательство, стратегия которого также была далека от идей рынка, издавались тексты В. Аксенова, В. Войновича и Г. Честертона. Если бы не Букеровская премия в 1992 году и грант от Фонда Сороса в 1994 году, ВНЛ, возможно, завершил бы свое существование раньше.